# One of Us Must Know (Sooner or Later)
One of Us Must Know (Sooner or Later) ist ein Folk-Rocksong von Bob Dylan, der auf seinem siebenten Studioalbum Blonde on Blonde erschienen ist und von Bob Johnston für Columbia Records produziert wurde. Der Song kam in den USA bereits Mitte Februar 1966, in einigen europäischen Ländern ungefähr zeitgleich zur Album-Veröffentlichung auch als Single auf den Markt, mit Queen Jane Approximately auf der B-Seite.

## Entstehung
Dylan nahm One of Us Must Know am 25. Januar 1966 auf. Laut allmusic.com entstand der Song in einer Session, die gezielt darauf hinarbeiten sollte, eine erfolgreiche Single hervorzubringen. Die letzte Single Can You Please Crawl Out Your Window war nicht so erfolgreich in den Musikcharts gewesen wie die Vorgänger Like a Rolling Stone und Positively 4th Street. Mit Dylan (Gitarre und Mundharmonika) musizierten an diesem Tag die späteren Mitglieder seiner Begleitband, Robbie Robertson und Rick Danko an Gitarre und Bass, sowie Al Kooper an der Hammondorgel, Paul Griffin am Piano und Sandy Konikoff am Schlagzeug. 
One of Us Must Know ist der einzige Song auf Blonde on Blonde, der während der Sessions in New York im Januar 1966 aufgenommen wurde. Alle anderen Aufnahmen stammen von den Sessions, die Mitte Februar und Anfang März 1966 in Nashville stattfanden.
Neben One of Us Must Know (Sooner or Later) entstanden auch I’ll Keep It With Mine und eine alternative Fassung von Visions of Johanna, die jedoch nicht für das Album Blonde on Blonde verwendet wurde.

## Veröffentlichung
Während sich das Album Blonde on Blonde gut verkaufte und nennenswerte Chart-Platzierungen erreichte, brachte es die erste Single One of Us Must Know in den Billboard-Charts lediglich auf Platz 119. In Großbritannien kam der Song auf Platz 33. Es folgten vier weitere Single-Auskopplungen, die allesamt besser liefen. Am erfolgreichsten war Rainy Day Women #12 & 35, der kontroverse Eröffnungssong des Albums; er kletterte in den USA auf Platz 2.

## Der Text
Formal betrachtet besteht der Song aus drei Strophen mit jeweils acht Versen und einem Refrain am Ende jeder Strophe, der aus vier Versen besteht.
Der Songtext beschreibt eine Entschuldigung des lyrischen Ichs an seine Ex-Freundin und lässt die Beziehung noch einmal kurz Revue passieren. Dabei stellt sich heraus, dass der Protagonist zunächst gedacht hat, dass es ihr nur um eine kurzlebige Affäre gegangen sei.
When I saw you say “goodbye” to your friend and smile
I thought that it was well understood
That you’d be comin’ back in a little while
I didn’t know that you were sayin’ “goodbye” for good
In der zweiten Strophe wird deutlich, dass es auch innerhalb der Beziehung zu Missverständnissen gekommen sein muss.
I couldn’t see what you could show me
Your scarf had kept your mouth well hid
Das lyrische Ich ist über die Direktheit der Frau erstaunt, die ganz offen ihre Interessen vertreten und auf ihn älter gewirkt hat, als sie eigentlich war.
When you whispered in my ear
And asked me if I was leavin’ with you of her
I didn’t realize just what I did hear
I didn’t realize how young you were
In der dritten Strophe wird dem Protagonisten klar, dass die Beziehung zu nichts führt (“I couldn’t see where we were goin’”) und es kommt schließlich zu einem Streit, mit dem die Beziehung endet. Der Ich-Erzähler beteuert im Refrain mehrfach, dass er ernsthaft versucht habe ihr nahezukommen, und eines Tages einer von ihnen das hätte wissen müssen.

## Diskussionen
In Fan- und Kritikerkreisen wurde vielfach diskutiert, wen Dylan in diesem Lied besingt. Ein Name, der häufig fällt, ist der von Edie Sedgwick, die auch als mögliche Inspiration für bissige Dylan-Stücke wie Like a Rolling Stone oder Just Like a Woman gehandelt wird. Dylan hat sich wie üblich zur Deutung des Textes nicht geäußert.

## Cover-Versionen
Wolfgang Ambros veröffentlichte 1978 eine deutsche Version auf seinem Album Wie im Schlaf.